# Vanessa pholoe
Vanessa pholoe är en fjärilsart som beskrevs av Hans Fruhstorfer 1912. Vanessa pholoe ingår i släktet Vanessa och familjen praktfjärilar. Inga underarter finns listade i Catalogue of Life.